# Lohkirchen
Lohkirchen er en kommune i Landkreis Mühldorf am Inn i den østlige del af regierungsbezirk Oberbayern i den tyske delstat Bayern. Den er en del af Verwaltungsgemeinschaft Oberbergkirchen.

## Geografi
Lohkirchen ligger i region Sydøstoberbayern i Bayerisches Alpenvorland omkring 14 km nord for Waldkraiburg, 8 km syd for Neumarkt-Sankt Veit og 12 km fra Mühldorf.

### Nabokommuner
- Oberbergkirchen
- Schönberg (Oberbayern)
- Niederbergkirchen
- Zangberg